# あのこにもらった音楽
『あのこにもらった音楽』（あのこにもらったおんがく）は、勝田文による日本の漫画のシリーズ。2001年から2003年にかけて、『メロディ』（白泉社）に読み切りもしくは短期集中連載のシリーズとして掲載された。単行本は同社の花とゆめコミックスより全2巻、愛蔵版全1巻。花とゆめコミックス版第1巻は勝田の最初の単行本であった。また、勝田はこの作品で2002年に第27回白泉社アテナ新人大賞デビュー優秀者賞を受賞している。

## あらすじ
日本人とのハーフであるドイツ人の父親と、芸妓だった母の間に産まれた娘・梅子。母を3歳の時に亡くしてからは、母の親友が女将を務める梅木旅館（うめのきりょかん）に引き取られ、実の娘のように育てられていた。
梅木旅館の一人息子・蔵之介はかつて将来を嘱望された少年ピアニストだったが、ショパンコンクールの本選直前に事故のためピアニストとしての将来を断たれ、現在は音楽大学で非常勤講師として勤めるかたわら、旅館の離れで個人レッスンを行っている。
兄妹同然に育った2人は、梅子の父親との再会がきっかけで結婚する。娘の乃子をもうけ、客や蔵之介の教え子、知人の音楽家達と触れ合いながら、梅木旅館での日々を過ごしていく。

## タイトル一覧
- 小梅夜曲
- 月下狂詩曲
- 金糸雀序曲（かなりあじょきょく）
- 風色奏鳴曲 I〜III
- 星影幻想曲 I〜II
- 深雪譚詩曲（みゆきたんしきょく）
- 海浜鎮魂曲（うみはまちんこんきょく）
- 日日間奏曲（にちにちかんそうきょく）
- あのこの子守唄

## 主な登場人物
佐藤 梅子（さとう うめこ）
本作のヒロイン。1981年1月生まれ。ドイツ人の父・ヘルマンと芸妓の母・のり子の間に生まれるが、のり子は梅子を産んで3年後に他界。母の存命中から母の親友・玉子が女将を務める梅木旅館で世話になっており、母の死後はそのまま旅館で実の娘同然に育てられた。蔵之介が弾いていたブラームスの子守唄で眠っていた。
「仕事が軌道に乗ったら迎えにくる」と言われていたのり子は妊娠・出産をヘルマンに報告していなかったため、ヘルマンが梅子の存在を知ったのはのり子が他界した後。ヘルマンはその時点で梅子を引き取りたいと申し出たが、玉子の強硬な反対に遭い、「学校を卒業したら本人に決めさせる」ことにして帰国し、梅子の高校の卒業式の前日に梅木旅館を訪れ、再会を果たす。一度は父と共にドイツで暮らすことを決めるが、出国前に蔵之介のもとに帰り、そのまま結婚。1年後には娘・乃子を出産。
結婚前から旅館の仕事を手伝っており、結婚後はそのまま旅館の若女将となる。運転免許を取得してからは、宿泊客の送迎も担当（ただし運転技術が未熟なため、客には評判が悪い）。
一発芸として声帯模写を披露したことがある。小唄も披露したが、こちらは音痴だった（母親譲り）。
なお、「佐藤」は結婚してからの姓で、旧姓は本編中に登場しない。
佐藤 蔵之介（さとう くらのすけ）
梅木旅館の息子。1966年生まれ。かつては天才少年ピアニストとして将来を嘱望され、ショパンコンクールに出場して本選まで進んだが、本選前夜に車に轢かれて右手を負傷、ピアニストとしての道を断たれてしまう（とはいっても、今でも友人の音楽家から伴奏を頼まれる程度の実力はある）。現在は音楽大学で非常勤講師（教えているのは音楽理論）をつとめる傍ら、旅館の離れで個人レッスンの教室を開いている。
女ったらしで、結婚し子供が出来ても大学の事務職員やレッスンの生徒である若後家さんを口説こうとしている。
ショパンコンクール本選に出場出来なかった際は大きなショックを受けていたが、眠れずにいた梅子にせがまれてブラームスの子守唄を弾いてあげたことをきっかけに自信を取り戻す。
佐藤 乃子（さとう のこ）
梅子と蔵之介の長女。2000年3月3日生まれ。
佐藤 玉子（さとう たまこ）
蔵之介の母で、梅木旅館の女将。梅子の母・のり子の親友。母を亡くした梅子を引き取り、実の娘のように育てる。
佐藤 雷蔵（さとう らいぞう）
蔵之介の父。1936年生まれ。旅館には婿入りしてきた。蔵之介がピアノを始めたのは雷蔵がクラシックのレコードのコレクターだったことが影響している。
人間ポンプ（金魚を丸呑みし、そのまま戻す）の芸を披露したことがある（エマはショックを受けていた）。
のり子
梅子の母。旅館に出入りする芸妓で、玉子とは親友だった。客だったヘルマンと恋に落ち、「仕事が軌道に乗ったら迎えにくる」との言葉を信じて一人で梅子を出産し育てる。だが梅子が3歳の時に他界、ヘルマンとの再会は叶わなかった。
ヘルマン
梅子の父。ドイツで古城を改築したホテルを経営している。ドイツ人の父と日本人の母の間に生まれたハーフ。梅の花が好きで、梅子の名前はそこからつけられたようである（命名自体はのり子によると思われる）。
実直な人物。梅子をドイツに引き取ることに反対した玉子との約束で、梅子とは高校卒業まで直接会うことはなかったが、その間ものり子の命日には墓参りを欠かさず行っており、梅子の養育費として玉子宛に送金も行っていた（玉子は梅子の口座に預金していた）。再会後には時々親子で会う機会を設けているようである。
鈴木 チカ（すずき ちか）
梅子の親友。ちょくちょく旅館に入り浸っている。梅子が小唄を披露した際、三味線を担当したこともある。
御子柴 一臣（みこしば かずおみ）
蔵之介の個人レッスンを受けている少年。蔵之介の教える態度がいい加減なため、いつも文句を言っている。
若後家さん（わかごけさん）
蔵之介の個人レッスンを受けている女性。年の離れた夫を早くに亡くした若い未亡人。「若後家」が姓なのか、それとも「若い後家さん」の意味での町内での通称なのか作中でははっきりしない。かなり裕福な家庭のようである。
夫との間には子供が出来なかったためか、母親の気分を味わいたいと乃子を（半ば強引に）預かったこともある。
ファザコンなのか、年の離れた男性に惹かれるらしく、小学校の校長先生と親しい仲になった。
榛野 麗（はるの うらら）
蔵之介の大学時代の友人である榛野夫妻の娘。バイオリニスト。
両親から蔵之介の話を聞いており、蔵之介が世界で活躍することを望んでいる。
中田（なかた）
蔵之介の恩師。音楽大学を退職後、後進の指導のためドイツに渡る際、蔵之介に助手になるよう依頼してきたが、最終的に断られた。
エマ・ベラ
フランス人ピアニスト。かつて蔵之介が出場した回のショパンコンクールにて、1位の有力候補だった蔵之介に嫉妬して、夜中に呼び出し、車道に突き飛ばして怪我をさせた張本人。その後ピアニストとしてはあまり売れていないらしい。謝罪のため梅木旅館を訪れるが、蔵之介のあまりにも当時のことを気にしていない様子に逆に腹を立てていた。梅子が蔵之介の代わりに罰を言い渡し、その後許される。

## 作中で取り上げられた音楽作品
本作では、ヒロインの夫となる蔵之介が音楽家であることもあり、作中でクラシック音楽についての蘊蓄が取り上げられたり、小ネタ（例：理容店の屋号が「セビリヤ」＝「セビリアの理髪師」より）として用いられたりしている。以下に作中で取り上げられた音楽作品を挙げる。
- 蝶々夫人（梅子の両親を蝶々夫人とピンカートンになぞらえて）
- ブラームスの子守唄（梅子にとっての子守唄）
- 亡き王女のためのパヴァーヌ
- トロイメライ
- フォーレのレクイエム